# Timon Henricus Fokker
Timon Henricus Fokker (Batavia, 8 maart 1880 – Rome, 6 januari 1956) was een Nederlandse diplomaat en kunsthistoricus.

## Familie
Fokker was een lid van de patriciërsfamilie Fokker Hij was een zoon van het echtpaar Anthony Herman Gérard Fokker (1842-1921), president van de Factorij der Nederlandsche Handel-Maatschappij, en Suzanna Alida der Kinderen (1855-1922). Hij trouwde in 1933 met Geertruida (Trudi) Reineker (1893-1982), uit welk huwelijk geen kinderen werden geboren. Hij was een broer van de pianiste Maria Fokker (1881-1969) en een neef van de vliegtuigbouwer Anthony Fokker. 

## Leven en werk
Fokker studeerde rechten aan de Leidse universiteit en promoveerde in 1907. Daarna vestigde hij zich als advocaat te Amsterdam. In 1917 trad hij in dienst als consul van het ministerie van Buitenlandse Zaken. Hij was vanaf 1918 geplaatst in Kiev, van waaruit hij aan Den Haag rapporteerde over de oktoberrevolutie. In 1921 kwam er een einde aan zijn contract bij het ministerie en vestigde hij zich te Rome. Daar wijdde hij zich voortaan aan de kunstgeschiedenis. In 1931 publiceerde hij Werke niederländischer Meister in den Kirchen Italiens, dat hij opdroeg aan de bekende kunsthistoricus G.J. Hoogerwerff, tevens directeur van het Nederlandsch Historisch Instituut in Rome.
In 1932 werd Fokker door Filippo prins Doria Pamphilj (1886-1958), burgemeester van Rome en mecenas en lid van de familie Doria, aangesteld als directeur van de verzameling van de Galleria Doria Pamphilj. In die functie werkte hij aan Roman baroque art. The history of a style, dat in 1938 in twee delen verscheen. In 1947 werd hij benoemd tot directeur van de Galleria Doria Pamphilj en werd hij tevens tijdelijk lector in de Nederlandse taal aan de Sapienza Universiteit te Rome. Deze laatste functie vervulde hij tot 1952, waarna hij werd opgevolgd door Gerda van Woudenberg (1911-1995).
Fokker had ook letterkundige belangstelling. Hij was net als zijn zus een bewonderaar van Louis Couperus en kende bijvoorbeeld ook de dichter P.C. Boutens, die zijn docent was geweest op het Instituut Noorthey te Voorschoten in de jaren 1894 tot 1896. Fokker bezat een zeer zeldzaam exemplaar van Boutens' boek Naenia, dat via de bibliofiel M.B.B. Nijkerk en diens zoon Karel Nijkerk terechtkwam in de collectie van Museum Meermanno in Den Haag.